# Intelligent Hoodlum
Intelligent Hoodlum è l'album d'esordio del rapper statunitense omonimo, pubblicato nel 1990 da A&M Records. Disco personale, non presenta ospiti ed è prodotto interamente da Marley Marl. Il nome dell'artista è scelta dall'etichetta A&M per motivi sconosciuti. Per diverse ragioni, il primo disco di Tragedy Khadafi è considerato innovativo per la scena musicale hip hop.
| Recensione     | Giudizio |
| -------------- | -------- |
| AllMusic       | [ 1 ]    |
| RapReviews.com | [ 2 ]    |

## Tracce
Testi e musiche di Percy Chapman & Marlon Williams, eccetto per Keep Striving scritta da Percy Chapman, Marlon Williams e Darren Lighty..
1. Intelligent Hoodlum – 5:02 – Marley Marl
2. Back to Reality – 3:41 – Marley Marl
3. Trag Invasion – 3:33 – Marley Marl, The Large Professor
4. No Justice, No Peace – 4:02 – Marley Marl
5. Party Animal – 2:52 – Marley Marl
6. Black and Proud – 3:51 – Marley Marl
7. Game Type – 4:10 – Marley Marl, The Large Professor, Joe Burgos
8. Microphone Check – 4:00 – Marley Marl
9. Keep Striving – 4:07 – Marley Marl
10. Party Pack – 3:07 – Marley Marl
11. Arrest the President – 4:13 – Marley Marl
12. Your Tragedy – 2:34 – Marley Marl